# Фондовая биржа Буэнос-Айреса
Фондовая биржа Буэнос-Айреса (исп. Bolsa de Comercio de Buenos Aires) — центральная аргентинская торговая площадка, на долю которой приходится до 95 % всех биржевых операций в стране. Основана в 1854 году на базе Торгового банка, является старейшей биржей Латинской Америки. Осуществляет торги акциями, облигациями, опционами и фьючерсами. Представляет собой самоуправляемую некоммерческую организацию.
- Объем торгов: $6 853 млрд (2005 г).
- Листинг: 104 компании (2005 год).
- Капитализация: $47,59 млрд (2005 г).

## Фондовые индексы
Основные индексы:
- Merval — составлен на основе акций 19 самых торгуемых на бирже компаний
- IAB (Bolsa general index) отражает состояние акций крупнейших аргентинских и зарубежных компаний на бирже, число которых пересматривается каждый квартал.